# Alice Robbe
Alice Robbe (ur. 14 maja 2000) – francuska tenisistka.

## Kariera tenisowa
W karierze zwyciężyła w trzech singlowych i sześciu deblowych turniejach rangi ITF. 22 maja 2023 roku zajmowała najwyższe miejsce w rankingu singlowym WTA Tour – 190. pozycję, natomiast 20 lutego 2023 osiągnęła najwyższą pozycję w rankingu deblowym – 292. miejsce.

## Wygrane turnieje rangi ITF
| turnieje z pulą nagród 100 000 $ |
| turnieje z pulą nagród 80 000 $  |
| turnieje z pulą nagród 60 000 $  |
| turnieje z pulą nagród 40 000 $  |
| turnieje z pulą nagród 25 000 $  |
| turnieje z pulą nagród 15 000 $  |

### Gra pojedyncza
|    | Data       | Turniej         | ($)    | Naw.   | Finalistka       | Wynik    |
| 1. | 22/05/2022 | Montemor-o-Novo | 25 000 | twarda | Pemra Özgen      | 6:1, 6:2 |
| 2. | 09/04/2023 | Bużumbura       | 25 000 | ziemna | Sada Nahimana    | 6:1, 6:4 |
| 3. | 16/04/2023 | Bużumbura       | 25 000 | ziemna | Jasmijn Gimbrere | 6:1, 6:2 |